# Rue des Trois-Raisinets
La  rue des Trois-Raisinets  est une voie de la commune de Reims, située au sein du département de la Marne, en région Grand Est.

## Situation et accès
La rue appartient administrativement au quartier centre-ville.

## Origine du nom
Elle porte ce nom car une enseigne portant trois grappes de raisin existait.

## Historique
Ancienne « rue de la chèvre » elle est citée sous cette dénomination dès 1486, elle absorbait, en 1828 la rue Saint-Pierre et Saint-Paul .

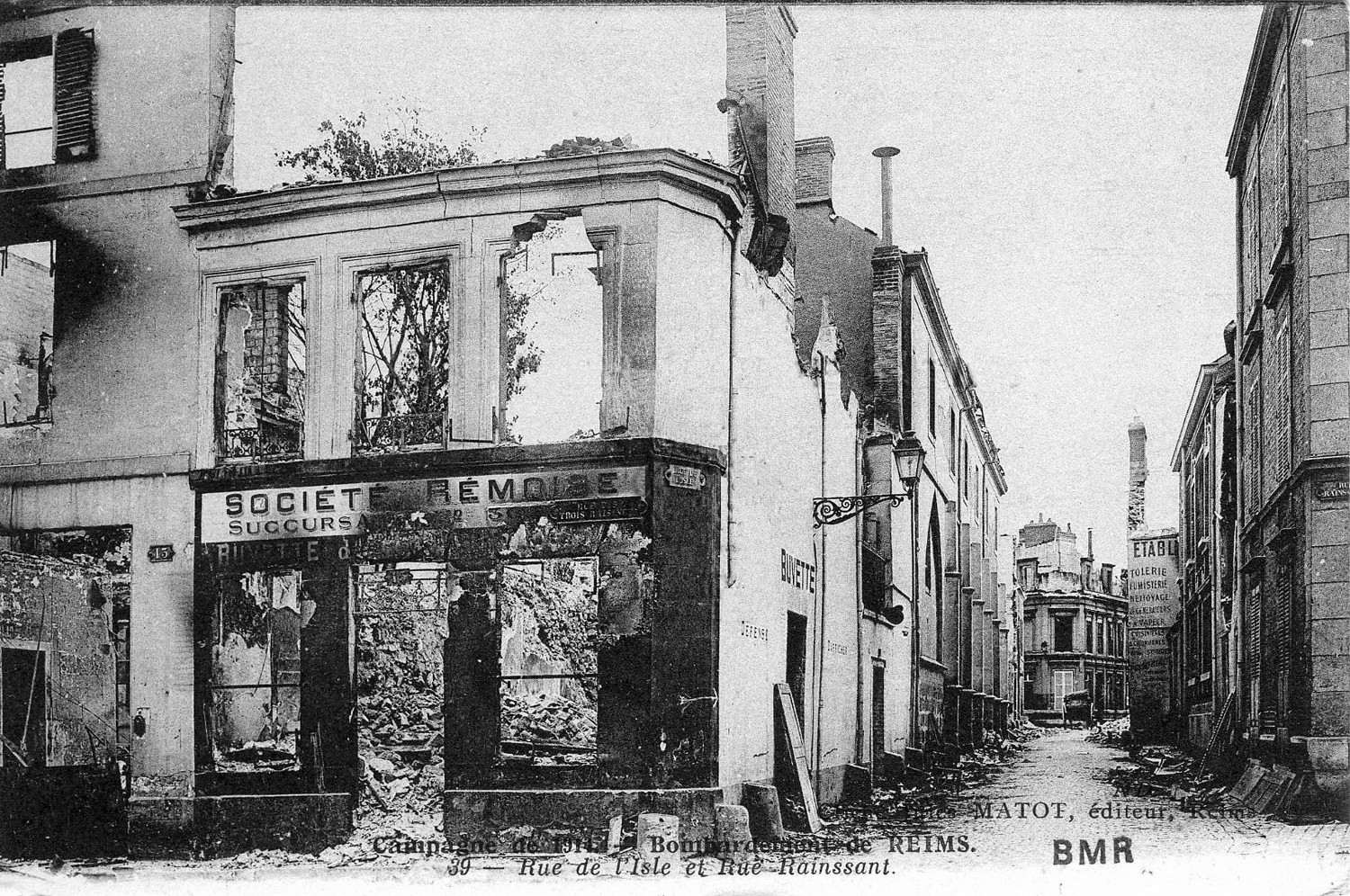
Bâtiment d'angle avec la rue de l'Isle détruit lors de la Grande Guerre.
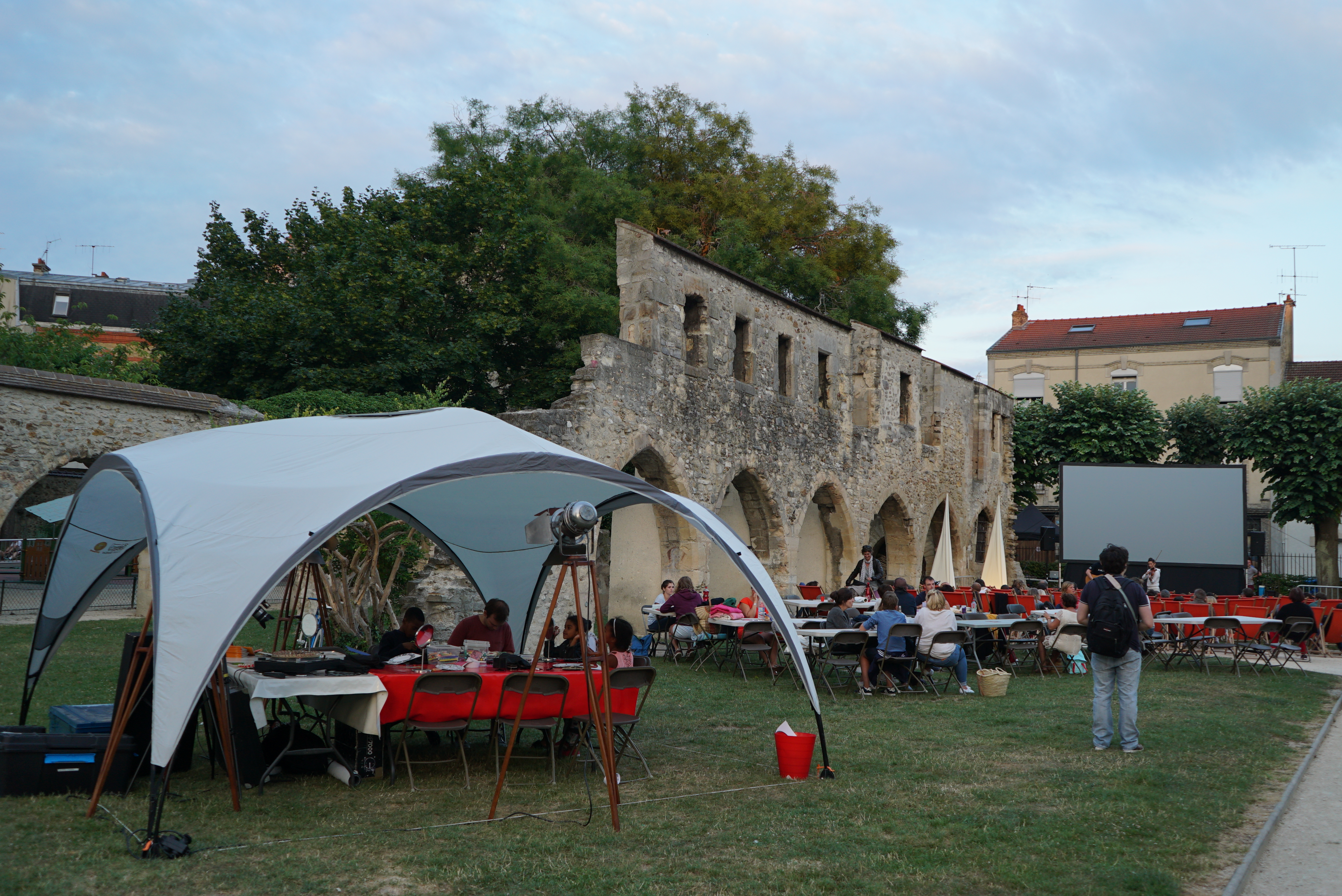
Façade sur la rue du couvent des Cordeliers de Reims lors d'un ciné-concert.

## Bâtiments remarquables et lieux de mémoire
Immeuble Art déco au n°2.